# ГЕС Форт-Пек
ГЕС Форт-Пек — гідроелектростанція у штаті Монтана (Сполучені Штати Америки). Знаходячись між ГЕС Мороні (48 МВт, вище по течії) та ГЕС Гаррісон, входить до складу каскаду на річці Міссурі, найбільшій правій притоці Міссісіпі (басейн Мексиканської затоки).
В межах проекту річку перекрили земляною греблею висотою 76 метрів, довжиною 6409 метрів та товщиною по основі 1494 метри, яка потребувала 96 млн м3 матеріалу (крім того, на водоскид довжиною 250 метрів витратили 917 тис. м3 бетону). Вона утримує витягнуте по долині Міссурі на 216 км водосховище з площею поверхні 992 км2 та об'ємом 22,8 млрд м3, в якому припустиме коливання рівня у операційному режимі між позначками 681 та 685 метрів НРМ (у випадку повені до 686 метрів НРМ).
Зі сховища прокладено 4 тунелі діаметром по 7,5 метра та довжиною від 1,7 до 2,2 км, два з яких виконують функцію нижніх водоскидів, а два живлять пригреблеві машинні зали. Поряд з останніми розташовані два вирівнювальні резервуари баштового типу.
Основне обладнання станції становлять п'ять турбін типу Френсіс. З них у першій черзі ввели три — дві потужністю по 43,5 МВт та одну з показником 18,3 МВт, а у другій черзі додали ще дві потужністю по 40 МВт. Гідроагрегати першої черги використовують напір від 37 до 66 метрів (номінальний напір для двох потужніших турбін 52 метри, для ще однієї — 43 метри), тоді як агрегати другої черги працюють при напорі від 35 до 64 метрів (номінальний напір 52 метри).